# Église Saint-Pierre d'Anisy
Pour les articles homonymes, voir Église Saint-Pierre.
L'église Saint-Pierre est située à Anisy, en Normandie, France. C'est une petite église de campagne sans transept des XIIe et XIIIe siècles caractérisée par les moulures ornées de son portail occidental, l'appareil en arête-de-poisson des murs latéraux de la nef et les modillons animaliers ou grotesques de la façade sud.

## Localisation
L'église est située dans le département français du Calvados, au nord du bourg d'Anisy.

## Historique
L'église date des XIIe et XIIIe siècles.. Elle est située sur l'un des quatre anciens fiefs d'Anisy possédé par Le seigneur de la paroisse qui pouvait nommer le curé de son choix  mais seulement une fois sur quatre car les propriétaires des trois autres fiefs avaient aussi ce droit. Le fief et ses prérogatives reste dans la famille d'Anisy jusqu'en 1468. Il passe ensuite entre les mains de plusieurs autres familles jusqu'en 1669, date à laquelle il est vendu, en même temps que les trois autres fiefs d'Anisy, à Odet de Clinchamps. Le nouveau seigneur d'Anisy reste donc le seul, en principe, à nommer au bénéfice de la cure. Son frère Louis est nommé trésorier de l'église par l'assemblée paroissiale. Entre la fin du XVIIe siècle et le début du XVIIIe siècle l'église est desservie, en plus du curé, par un obitier qui est aussi maître d'école. Pierre-Louis de Clinchamps est le dernier seigneur et patron d'Anisy. Pendant la Révolution tous les membres du clergé doivent prêter serment à la Constitution ; Le curé François-Louis Delamare est réfractaire, il est remplacé en 1791 par l'abbé Lecouturier qui est assermenté.
Des travaux de restauration du bâtiment ont été entrepris à plusieurs reprises au début du XIXe siècle notamment sur la toiture et le plafond lambrissé. La charpente a été refaite en 1982.

## Architecture
L'église d'Anisy est une construction rectangulaire très simple sans transept. Elle est orientée, c'est-à-dire que le chevet est orienté à l'est, comme la grande majorité des édifices consacrés au culte catholique.
Un clocher-mur surmonte  le portail d'entrée ouvert dans la façade occidentale. Le chevet, flanqué à l'est d'une sacristie en appentis, est dans le strict prolongement de la nef. Toutes ces caractéristiques, ainsi que des murs appareillés en arête-de-poisson, se retrouvent dans la petite église de Mathieu, village tout proche.

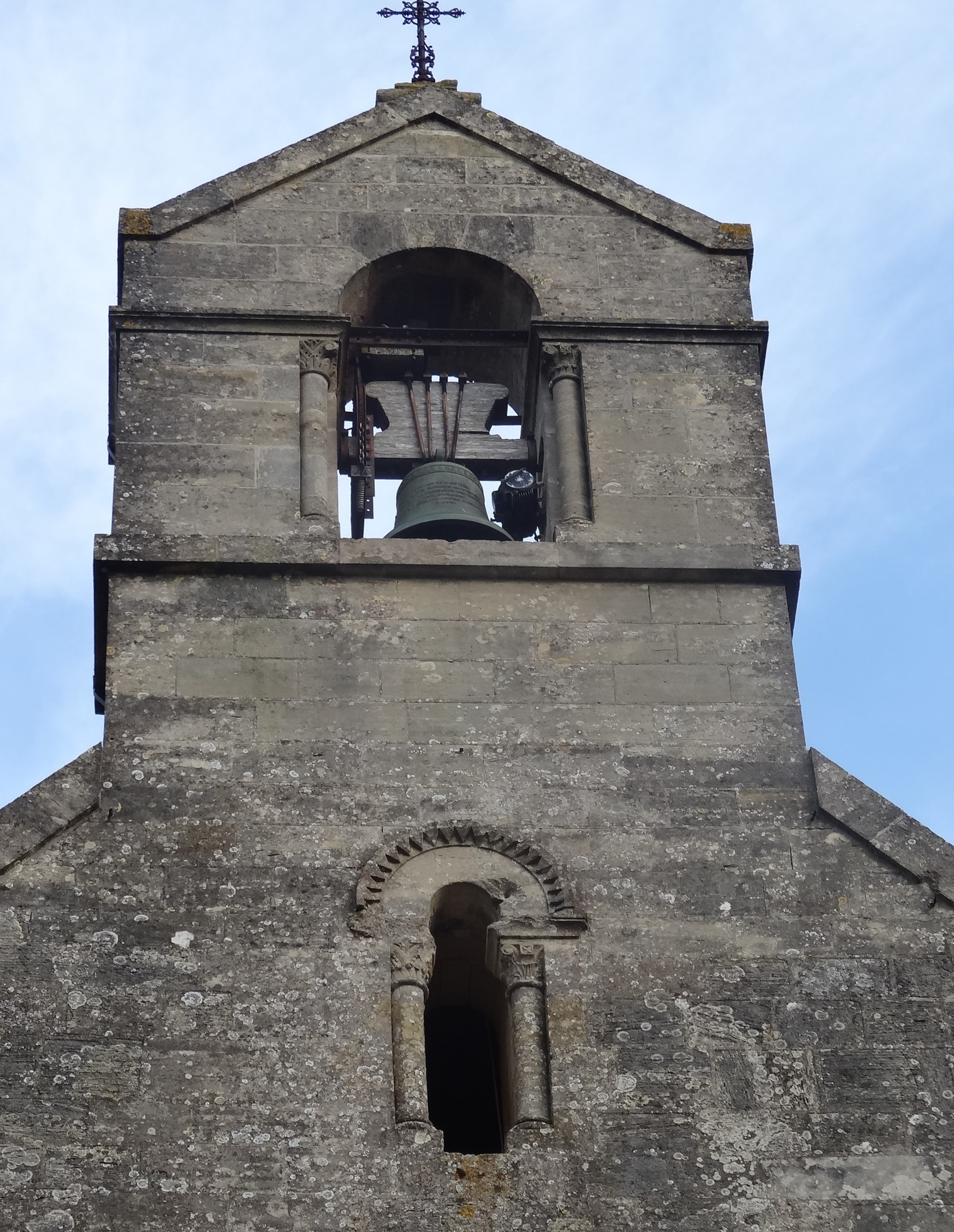
clocher-mur et fenêtre néo-romane
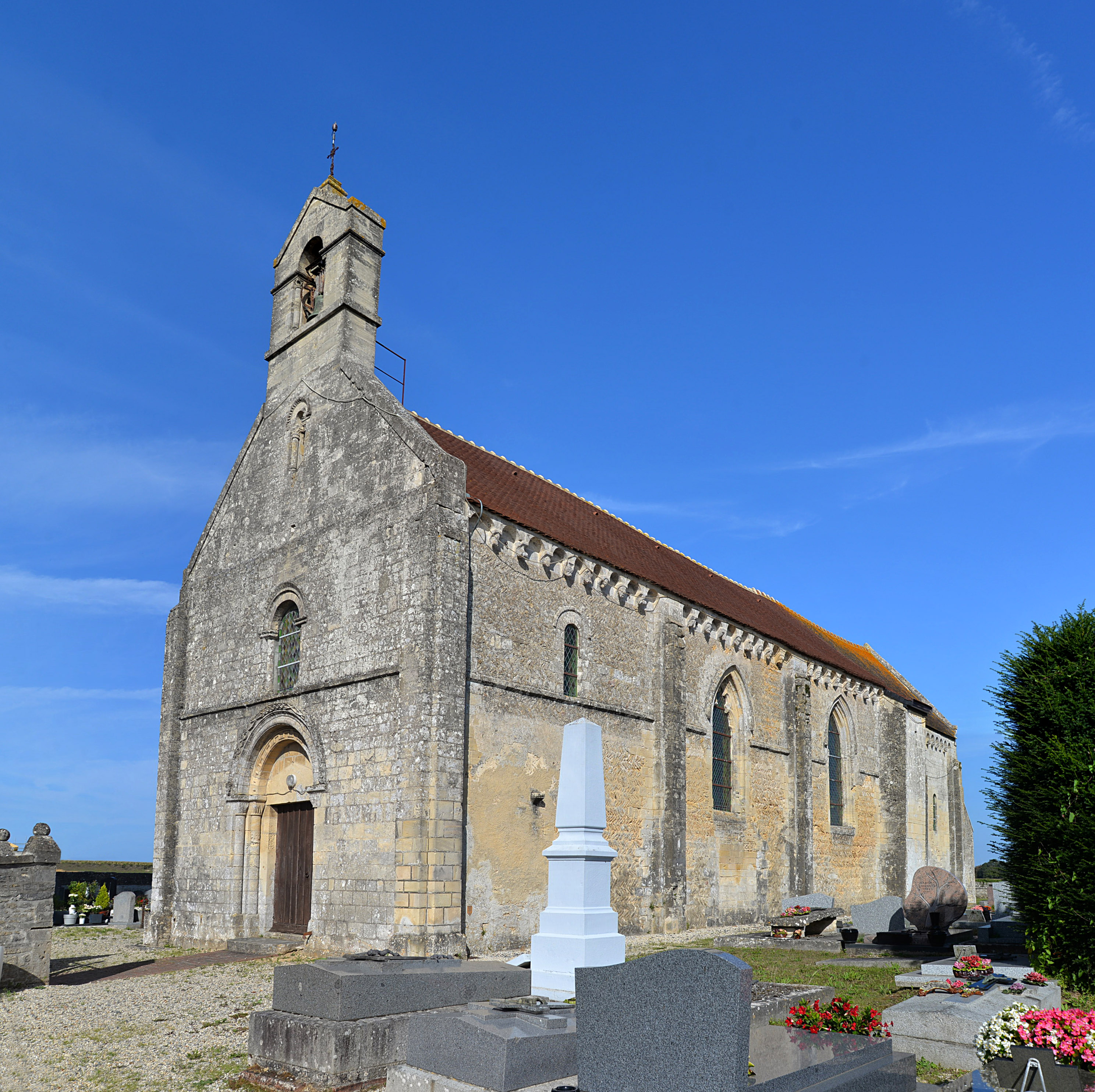
Vue du sud-ouest
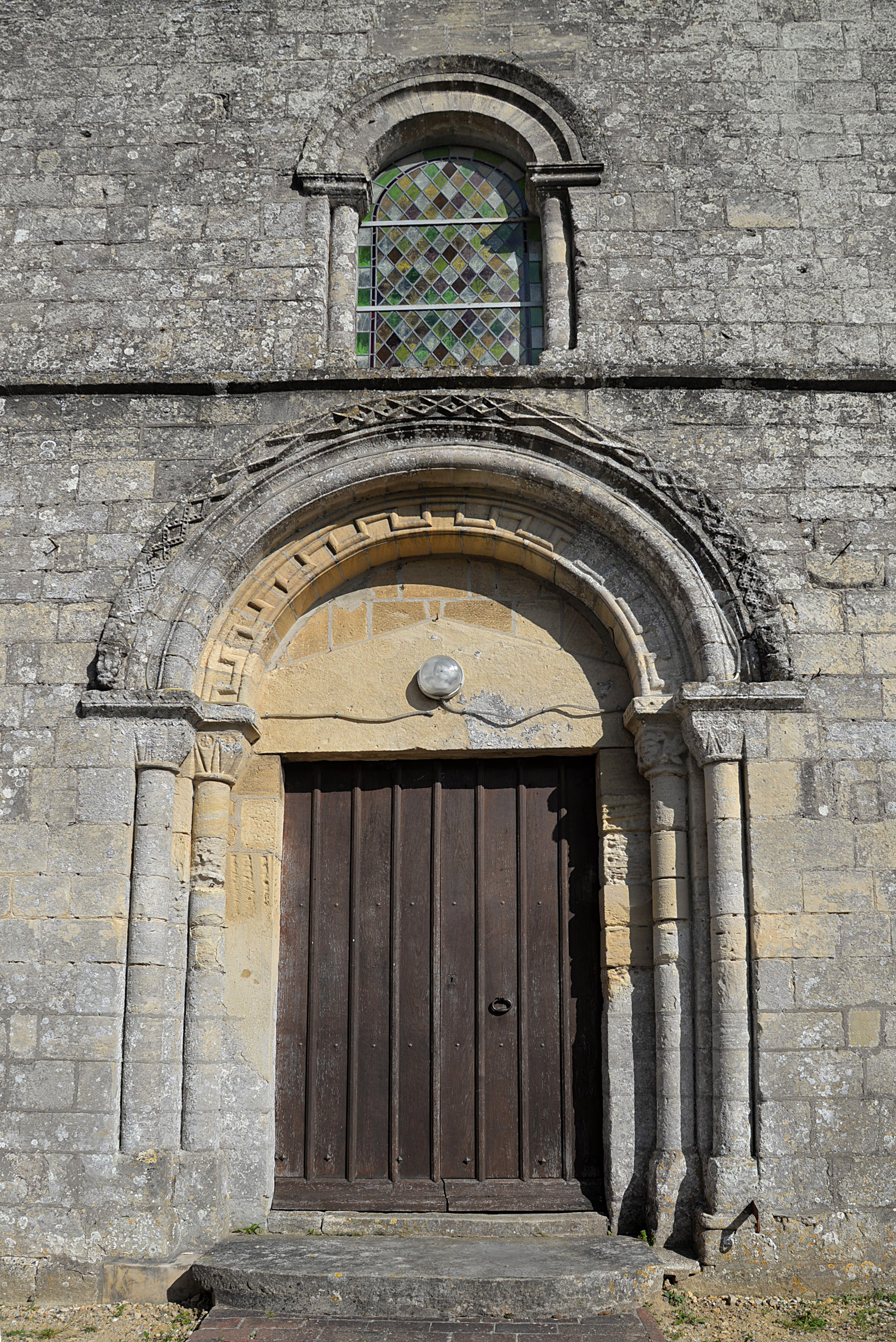
Portail occidental
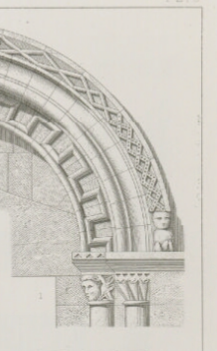
Décor de l'arc plein-cintre du portail

### L'extérieur
Pour Victor Ruprich-Robert la nef a été construite au XIIe siècle.
La façade occidentale en pierre de taille est divisée en deux par un bandeau qui se prolonge tout autour de la nef. L'arc en plein cintre de la porte arbore un rang de frettes crénelées, et un rouleau d'archivolte décoré de losanges et d'un personnage assis. Les colonnes qui encadrent la porte sont surmontées d'un chapiteau à Godrons et d'un oiseau fantastique près d'une tête humaine.
Deux baies à arc en plein cintre sont ouvertes au-dessus de la porte, la plus petite a été percée au XIXe siècle quand le clocher-mur a été refait pour une cloche unique.
La nef comporte trois travées séparées par des contreforts. Ses murs gouttereaux sont appareillés en arête-de-poisson. La façade nord a conservé ses petites fenêtres romanes d'origine. Les traces des arcades qui se dessinent dans le mur témoignent de l'existence antérieure d'un bas-côté ou d'une chapelle. La façade sud a conservé une fenêtre romane et une corniche ornée de modillons sculptés de motifs animaliers, grotesques ou grivois qu'on retrouve sur nombre d'églises romanes, mais dont la présence incongrue étonne encore.

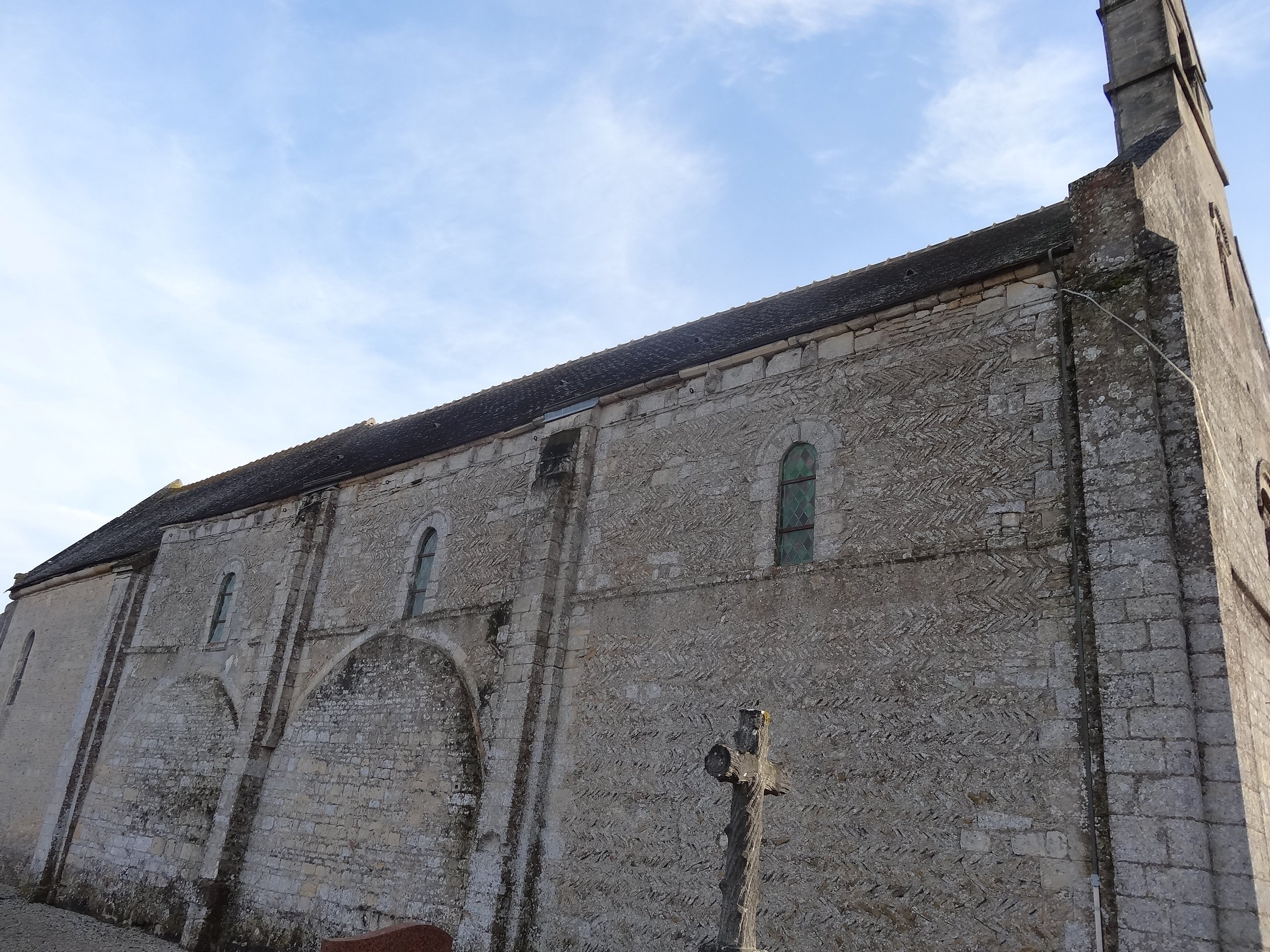
Façade nord de la nef
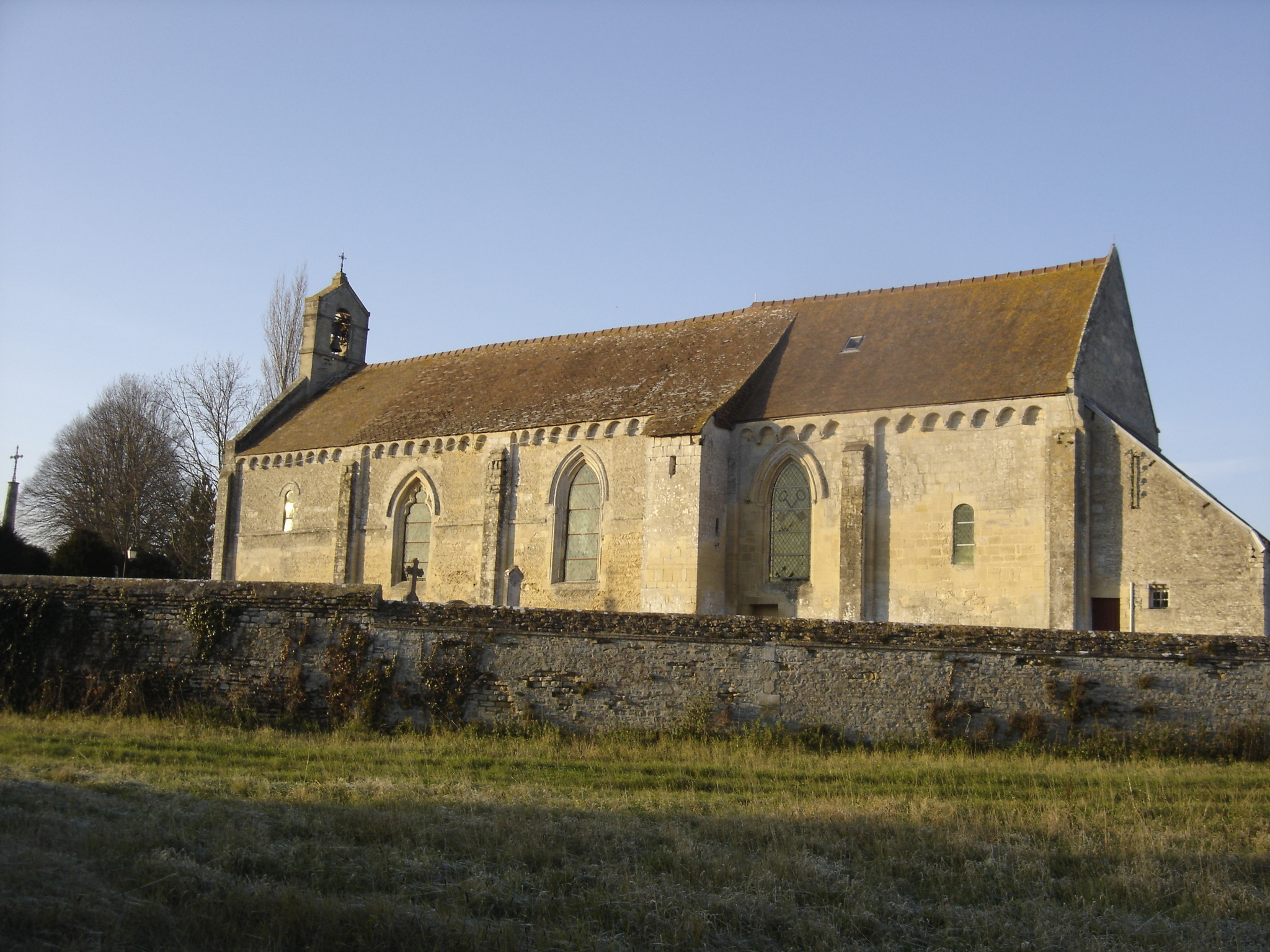
Vue du sud-ouest

Le chevet plat est en pierre de taille. Il est séparé de la nef, côté sud, par un très gros contrefort qui renferme un escalier à vis. Il est éclairé par deux fenêtres au sud et une seule au nord. La porte du mur sud a été murée . Deux portes disposées de chaque côté de l'autel permettent d'accéder à la sacristie accolée au pignon est du chevet.

### L'intérieur
L'intérieur est d'un seul tenant et lumineux grâce aux  grandes fenêtres aux arcs brisés ouvertes au XIVe ou XVe siècle . Un simple plafond plat couvre la nef mais le Chœur s'abrite sous un plafond lambrissé en berceau. Le maître autel et son retable au décor baroque avec dorures et colonnes torses, datent du XVIIe siècle. Les statues de Saint-Pierre et Saint-Paul dominées par celle du Christ encadrent un tableau qui représente la Pentecôte. Le retable occupe toute la largeur du mur est. Deux autels secondaires du XVIIIe siècle réalisés dans le même style sont respectivement dédiés à la Sainte Vierge et à Saint-Joseph. La munificence du style baroque est contrebalancée par l'austérité du mobilier  avec la chaire en bois, les rangées de bancs dans la nef, et les stalles alignées le long des murs dans le chœur.

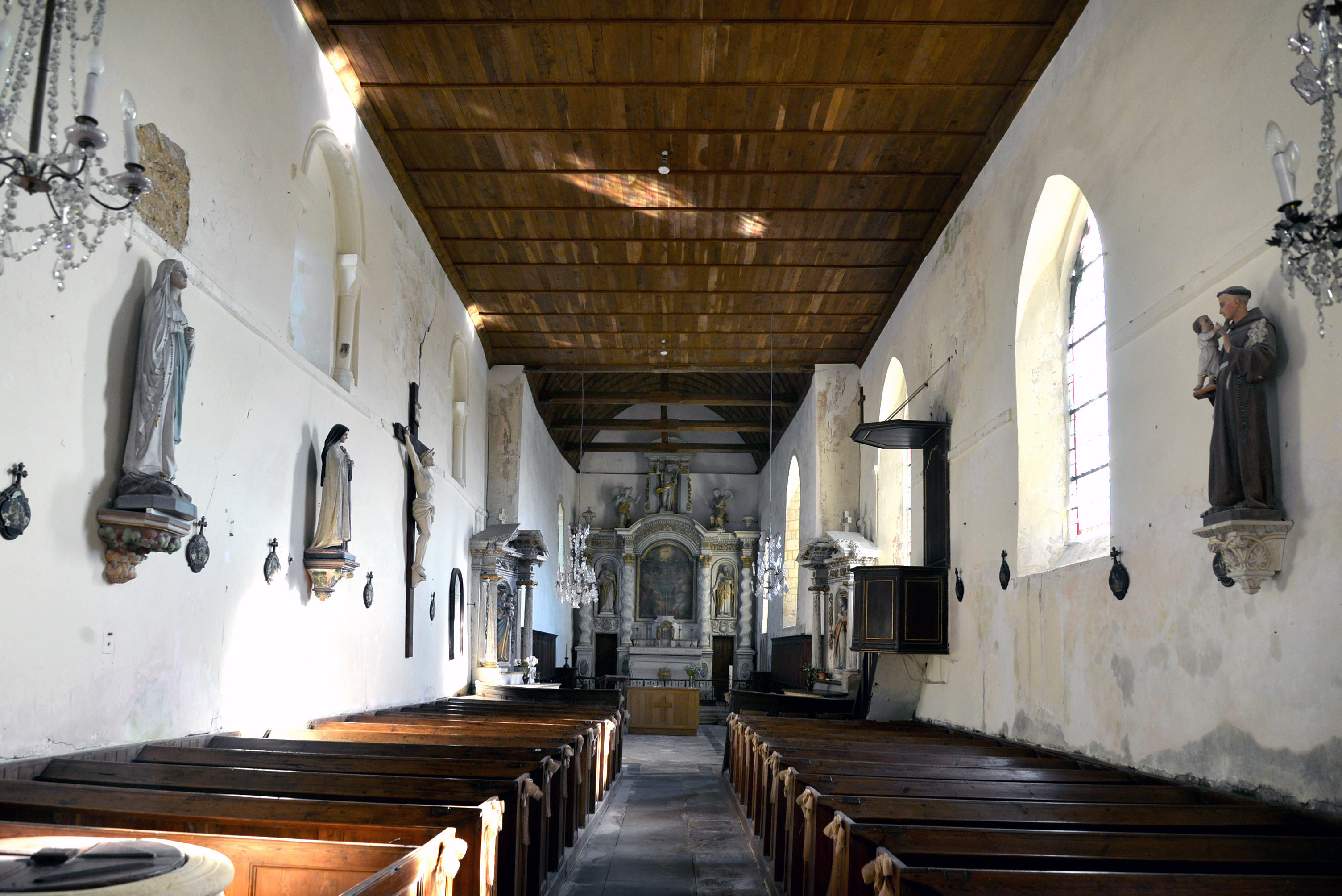
La nef
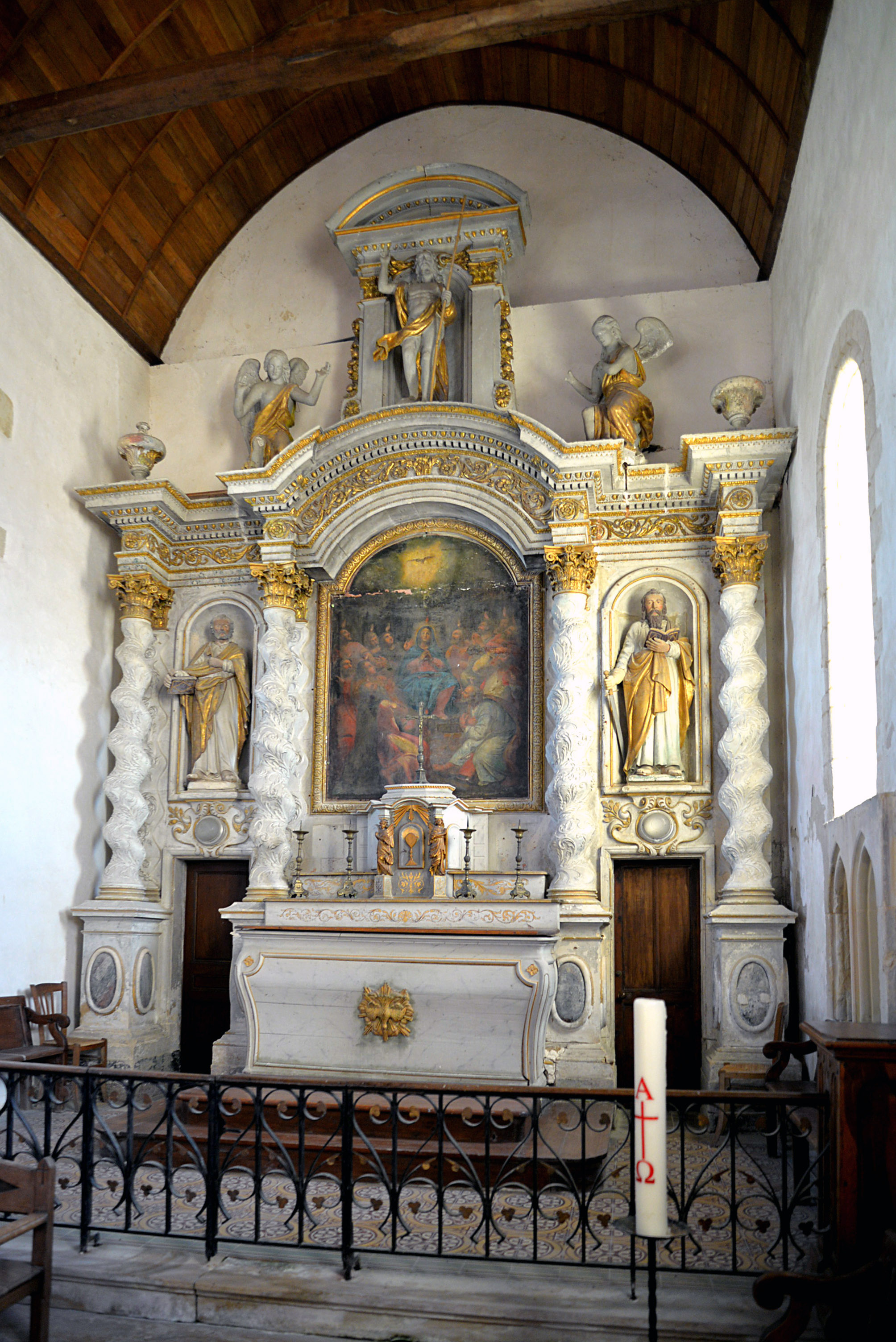
L'autel principal dans le Chœur.
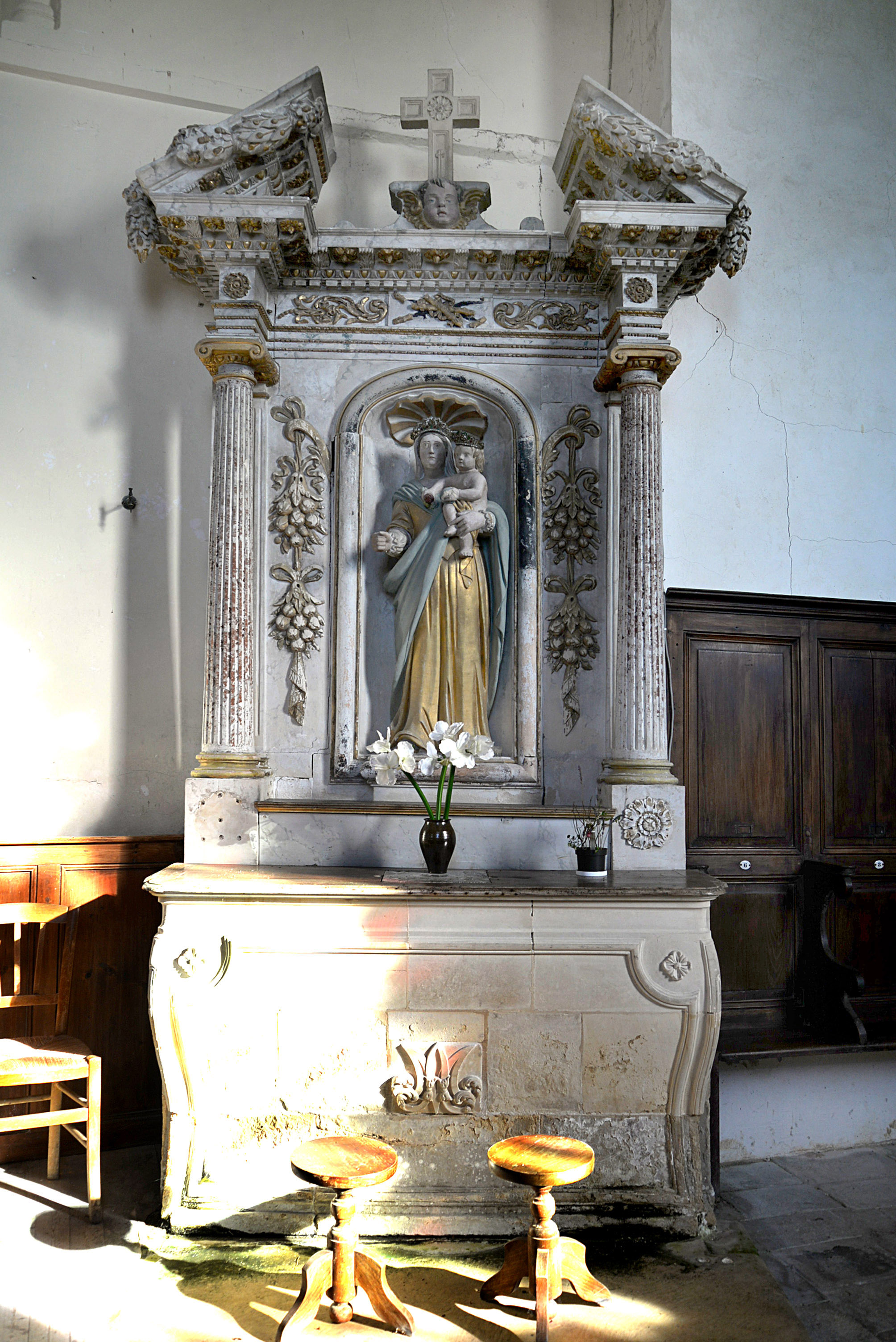
un des autels secondaires

L'édifice est inscrit au titre des Monuments historiques depuis le 24 janvier 1927.